# 蒙勒邦
蒙勒邦（法語：Montlebon，法語發音：[mɔ̃ləbɔ̃]）是法国杜省的一个市镇，属于蓬塔利耶区。

## 地理
蒙勒邦（47°2'30"N, 6°36'27"E）面积27.27 平方千米，位于法国勃艮第-弗朗什-孔泰大區杜省，该省份为法国东部内陆省份，北起上索恩省，西接汝拉省，东部及东南部与瑞士接壤，东北部与贝尔福地区省接壤。
与蒙勒邦接壤的市镇（或旧市镇、城区）包括：莱凡、格朗孔布沙特勒、维莱勒拉克、莫尔托。

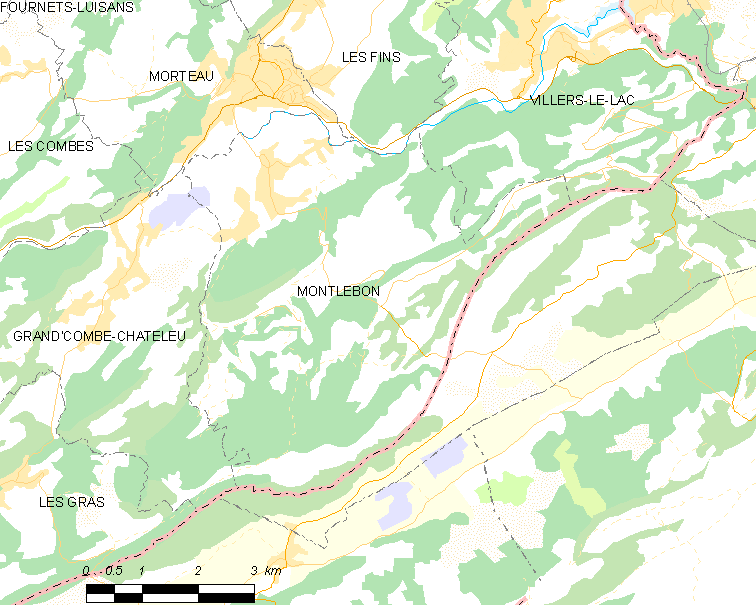
蒙勒邦的OSM定位图

蒙勒邦的时区为UTC+01:00、UTC+02:00（夏令时）。

## 行政
蒙勒邦的邮政编码为25500，INSEE市镇编码为25403。

## 政治
蒙勒邦所属的省级选区为莫尔托县。

## 人口

1962-2008年间蒙勒邦人口变化图示

蒙勒邦于2022年1月1日时的人口数量为2227人。